# Leonard Betts
«Leonard Betts» es el duodécimo episodio de la cuarta temporada de la serie de televisión estadounidense de ciencia ficción The X-Files. Se estrenó en la cadena Fox el 26 de enero de 1997. Fue escrito por Vince Gilligan, John Shiban y Frank Spotnitz, dirigido por Kim Manners y contó con la aparición especial de Paul McCrane como Leonard Betts/Albert Tanner. El episodio es una historia del «monstruo de la semana», desconectada de la amplia mitología de la serie. «Leonard Betts» fue el programa principal de Fox después del Super Bowl XXXI y fue el episodio más visto de la serie, recibiendo una calificación Nielsen de 17,2, siendo visto por 29,1 millones de personas en su emisión inicial. El episodio recibió críticas positivas, y los críticos comentaron positivamente sobre el carácter de la actuación de Betts y McCrane.
El programa se centra en los agentes especiales del FBI Fox Mulder (David Duchovny) y Dana Scully (Gillian Anderson) que trabajan en casos relacionados con lo paranormal, llamados expedientes X. Mulder cree en lo paranormal, mientras que la escéptica Scully ha sido asignada para desacreditar su trabajo. En este episodio, Mulder y Scully investigan la supuesta muerte y regeneración de un técnico en emergencias médicas llamado Leonard Betts, un mutante que sobrevive con cáncer y puede regenerar partes del cuerpo amputadas.
«Leonard Betts» fue un hito en la historia de la serie, al presentar la detección del cáncer de la agente Scully, que jugaría un papel más importante en la última parte de la cuarta temporada y gran parte de la quinta. Además, el episodio ha sido analizado por sus temas de impulsos físicos y egoísmo psicológico. La producción del episodio requirió varias acrobacias de esfuerzo físico junto con efectos especiales para dar vida a las ilusiones del episodio.

## Argumento

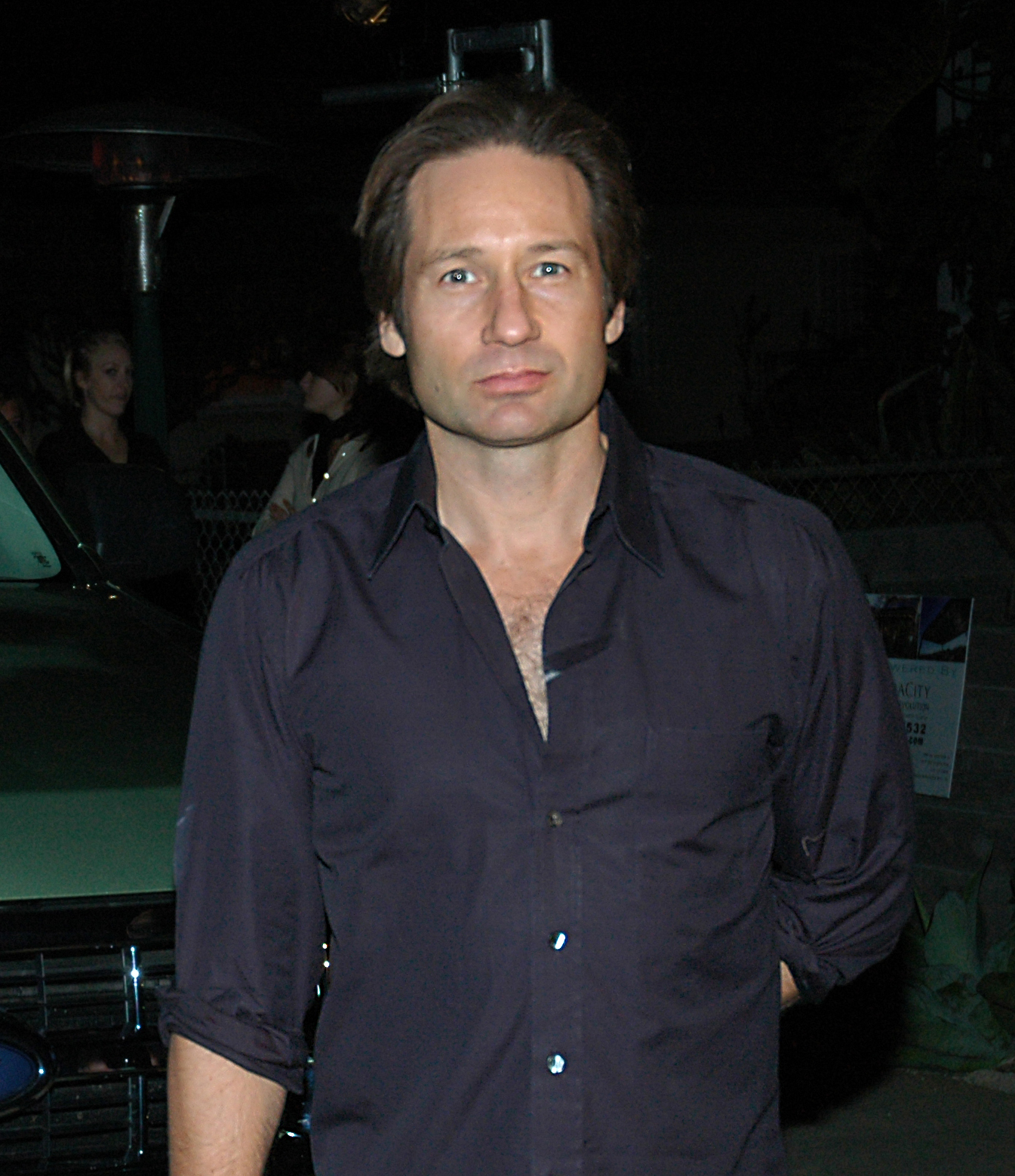
El agente especial del FBI Fox Mulder (David Duchovny).

En Pittsburgh, Leonard Betts (Paul McCrane), un paramédico, es decapitado cuando su ambulancia choca con un camión. Más tarde, en la morgue, su cuerpo sin cabeza sale de su cámara fría, noquea al asistente, le roba la ropa y escapa. Fox Mulder (David Duchovny) y Dana Scully (Gillian Anderson) visitan la morgue, donde encuentran la cabeza de Betts en un basurero de desechos médicos. Scully intenta un examen craneal, pero los ojos y la boca de la cabeza se abren repentinamente cuando comienza el procedimiento. Mientras tanto, Mulder va al departamento de Betts, donde encuentra la ropa desechada del asistente. Cuando Mulder se va, Betts, a quien le ha vuelto a crecer la cabeza, sale de su bañera llena de yodo.
Mulder entrevista a Michelle Wilkes (Jennifer Clement), la expareja de Betts, quien recuerda su capacidad para detectar cáncer. Cuando se examina un corte interior de la cabeza polimerizada de Betts, los agentes descubren que su lóbulo frontal muestra signos de cáncer generalizado. Mulder hace que Chuck Burks (Bill Dow) someta el trozo a una prueba de fotografía Kirlian; la imagen final muestra una descarga de corona que toma la apariencia de hombros humanos.
Usando registros de huellas dactilares, Scully se entera de que Betts compartió huellas dactilares con un hombre llamado Albert Tanner. Los agentes visitan a su anciana madre, Elaine (Marjorie Lovett), quien les informa que Albert murió en un accidente automovilístico seis años antes. Mientras tanto, Wilkes rastrea a Betts en otro hospital y lo confronta. Después de una disculpa, le aplica una inyección letal de cloruro de potasio; Luego, Betts es perseguido y capturado por un guardia de seguridad. Después de que lo esposan a su automóvil, Betts escapa arrancándose el pulgar. Los agentes registran el automóvil a la mañana siguiente y encuentran tumores desechados en una hielera en el maletero. Mulder cree que Betts subsiste gracias a los tumores, y que su naturaleza lo convierte en la encarnación de un salto radical en la evolución.
Al enterarse de que el automóvil está registrado a nombre de Elaine, los agentes hacen que la policía registre su casa. Elaine cuenta cómo su hijo soportó acoso cuando era niño «porque era diferente», y dice que «tenía sus razones» si mataba a alguien. Mientras tanto, Betts aborda a un cliente de un bar y lo mata para obtener su pulmón canceroso. Más tarde, en una unidad de almacenamiento, parece despojarse de su cuerpo y crear un duplicado. Cuando los agentes se encuentran con la unidad de almacenamiento, el duplicado de Betts intenta huir en un automóvil, que explota cuando le disparan y aparentemente lo mata. Scully sugiere que la primera muerte de Betts como Albert Tanner fue un montaje, pero cuando exhumaron el ataúd de Tanner, encuentran su cuerpo todavía dentro. Mulder se convence de que Betts no solo puede regenerar partes de su cuerpo, sino todo su cuerpo. Debido a esto, cree que Betts todavía está prófugo.
A instancias de Elaine, Betts extirpa un tumor canceroso de su cuerpo antes de llamar a una ambulancia. Los agentes, que ya vigilan la casa de Elaine, se encuentran con los paramédicos cuando llegan. Scully acompaña a Elaine al hospital mientras Mulder realiza una búsqueda en el vecindario. Sin embargo, después de llegar al hospital, Scully se da cuenta de que Betts se ha escondido en el techo de la ambulancia. Betts la encierra dentro de la ambulancia con él, diciéndole con calma pero disculpándose, como su víctima anterior, que tiene «algo que necesita». Después de una lucha, Scully mata a Betts presionando paletas de desfibrilador cargadas contra su cabeza. Scully permanece silenciosamente aturdida por la sugerencia de Betts de que tiene cáncer. Más tarde, en su apartamento, se despierta con tos y hemorragia nasal, lo que confirma su enfermedad.

## Producción

### Escritura

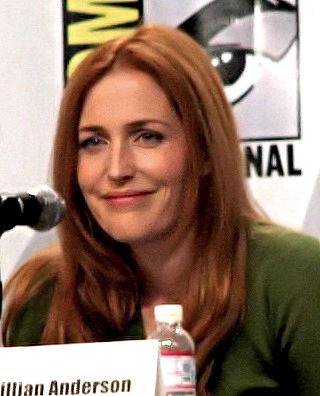
Se revela que el personaje de Gillian Anderson, Dana Scully, sufre de cáncer en este episodio.

«Leonard Betts» fue escrito por Vince Gilligan, John Shiban y Frank Spotnitz y dirigido por Kim Manners. Los guiones escritos por Gilligan, Shiban y Spotnitz fueron acreditados con humor por el equipo de producción a un «John Gillnitz», un acrónimo de los nombres de los tres escritores. Según Spotnitz, el guion de «Leonard Betts» «no era particularmente querido en ese momento», pero se convirtió en «uno de [sus] programas de monstruos favoritos». Originalmente, se suponía que el episodio «Never Again» saldría al aire antes de este episodio, pero, como explicó Vince Gilligan, «[el creador de la serie Chris Carter] realmente quería atrapar a los espectadores que nunca nos habían visto antes [del Super Bowl], y sabíamos que la mejor manera de hacerlo sería con una historia de monstruos independiente realmente espeluznante».  Por lo tanto, la fecha de emisión de «Leonard Betts» se cambió por «Never Again» para garantizar que el episodio anterior, que presentaba a las dos estrellas del programa en sus roles tradicionales, se transmitiera después del Super Bowl.
El episodio es el primero en confirmar el cáncer de la Agente Scully. Spotnitz había planteado la idea de darle cáncer al personaje durante la tercera temporada del programa, pero por alguna razón, el concepto permaneció en un segundo plano hasta que se desarrollaron las historias para la cuarta temporada. Según se informa, cuando Chris Carter le informó a Gillian Anderson que a su personaje le diagnosticarían cáncer, ella estaba «encantada», ya que le presentó un desafío artístico y le permitió interpretar a su personaje de una manera nueva. Sin embargo, Anderson solo fue informada de este punto de la trama después de que filmó «Never Again», que se produjo antes de «Leonard Betts» pero se emitió después. En consecuencia, Anderson ha dicho que si hubiera sabido el giro final de este episodio mientras filmaba «Never Again», «habría interpretado el papel [en “Never Again”] de manera diferente». Independientemente, John Shiban considera que «Leonard Betts» es «una gran historia de X-Files» y muy importante porque estableció el arco narrativo que presenta el cáncer de Scully.

### Reparto y rodaje
El actor Paul McCrane, quien luego interpretó al Dr. Robert Romano en ER, fue elegido para interpretar a Leonard Betts. Se suponía que el personaje de Betts era una criatura «simpatizante» que «no mataba por venganza o ira, sino por supervivencia», y el director Kim Manners instó a McCrane a actuar con «convicción emocional». Manners luego explicó que «descubrí que si tomas lo absurdo y lo basas en la realidad de la emoción humana, la audiencia lo comprará como si realmente existiera. ¿Sabes?». El actor Bill Dow también aparece en el episodio, repitiendo su personaje Chuck Burks.
El personal de diseño del programa hizo un uso intensivo del maquillaje para darle a McCrane el aspecto adecuado; Según los informes, aplicar todo el maquillaje tomó «varias horas». Los ojos de McCrane también fueron aumentados con lentes de contacto hechos especialmente. Muchas de las escenas de McCrane eran físicamente exigentes, como la escena de la autopsia, que requería que McCrane asomara la cabeza por un agujero discreto en la mesa de disección simulada del plató. McCrane luego se quedó quieto, dando así la ilusión de que su cabeza estaba cortada y descansando sobre la mesa. La escena en la bañera requirió que McCrane pasara varios «largos minutos» bajo el agua inmóvil y completamente maquillado. El plano en el que un nuevo Betts emerge de la boca del anterior fue creado por Toby Lindala. Lindala intercala tomas de McCrane con tomas de un títere especialmente diseñado que tenía una boca y ojos completamente funcionales. Más tarde, Laverne Basham y Lindala fueron nominadas a un Emmy por Mejor Maquillaje en una Serie por sus papeles en este episodio.

## Análisis académico

### Temas
Según Jan Delasara, uno de los temas principales de «Leonard Betts» es la exploración de «impulsos físicos irresistibles». Delasara argumenta que en el caso de Betts, su deseo de matar se debe a una necesidad biológica, no a un deseo malévolo de asesinar. Emily VanDerWerff de The A.V. Club está de acuerdo y escribió en su reseña del episodio: «También ayuda que Leonard sea un monstruo humano tan comprensible. En algún nivel, solo quiere sobrevivir, y no está contento con lo que tiene que hacer para poder sobrevivir». Por el contrario, Amy Donaldson, en su libro We Want to Believe argumenta que la condición de Betts, en la que está «plagado de cáncer» pero puede «ver la enfermedad dentro de las personas», es una metáfora de alguien que «ha permitido que el pecado o el mal se conviertan en el curso normal de la vida». Aunque Betts puede detectar y consumir la enfermedad, sus motivos se derivan de «su propio apetito». Donaldson lo contrasta con el devorador de almas, de la entrada de la octava temporada «The Gift». En el episodio, el agente John Doggett, interpretado por Robert Patrick, se topa con una criatura que absorbe altruistamente las enfermedades y dolencias de los demás. Donaldson argumenta que el devorador de almas es el polo opuesto de Betts porque necesita una enfermedad para ayudar a una persona, aunque se lastime a sí mismo en el proceso. En otras palabras, el devorador de almas es altruista, mientras que Betts es egoísta.
«Leonard Betts» sirve como la primera historia en un arco narrativo de varias temporadas que presenta a la agente Scully siendo diagnosticada con cáncer terminal. Richard Edwards y Dean Kowalski, en el capítulo «Some Philosophical Reflections on “Trust No One”» del libro The Philosophy of The X-Files, argumentan que Scully ocultando el conocimiento de su cáncer a Mulder es un ejemplo de egoísmo psicológico en un protagonista. Ellos razonan que al no decírselo a su pareja, ella está reteniendo la información en un acto de interés propio.
Elyce Rae Helford en su libro Fantasy Girls: Gender in the New Universe of Science Fiction and Fantasy Television señala que el episodio contiene temas de «sacrificio materno y monstruosidad materna» que son comunes en toda la serie. La madre de Leonard Betts casi sacrifica su propia vida para darle a su hijo el cáncer que necesita para escapar de la muerte. Helford argumenta que estos motivos relacionados con las figuras maternas son más notables en los episodios del «monstruo de la semana» de la cuarta y quinta temporadas, como «Home».

### Análisis científico
Según la profesora de biología y asesora científica de X-Files Anne Simon, la forma en que Betts puede regenerar sus extremidades es algo similar a la forma en que los anfibios y los tritones pueden regenerar colas y otras extremidades. Ella señala que muchas células de anfibios pueden «hacer retroceder el reloj [y] volver a un tiempo [embrionario] en el que cualquier destino era posible». En los seres humanos, varios tipos de células (piel, endometrio, células sanguíneas y células hepáticas) pueden regenerarse, sin embargo, el proceso es diferente a través de las células madre. Simon también postula que Betts pudo regenerarse porque tenía una relación específica entre su sistema inmunológico y su crecimiento celular. Ella señala que lo que Scully y Burks confundieron con tumores en realidad eran blastemas, o masas de células capaces de crecer y regenerarse en órganos o partes del cuerpo. Simon también sugiere que, para que Betts realmente esté completamente compuesto de células cancerosas, tendría que carecer de p53 funcional, la proteína supresora de tumores. Esta condición, sin embargo, es siempre fatal.

## Emisión y recepción

### Audiencia
«Leonard Betts» se estrenó en la cadena Fox el 26 de enero de 1997, inmediatamente después del Super Bowl XXXI. El episodio obtuvo una calificación Nielsen de 17,2 con una participación de 29, lo que significa que fue visto por el 17,2 % de todas las personas de 18 a 49 años y el 29 % de todas las personas de 18 a 49 años viendo la televisión en el momento de la emisión; esto convirtió al episodio en el episodio con mejor calificación de audiencia de la serie. El episodio fue visto por más de 29,1 millones de personas, lo que lo convierte en el episodio más visto de la serie. David Lavery, en su libro The Essential Cult Reader, argumenta que el cambio del Super Bowl que la serie hizo con «Leonard Betts» para hacer que el episodio fuera más atractivo para los no espectadores habituales fue fundamental en la tendencia que favorecía que los programas se transmitieran secuencialmente más adelante durante la redifusión.

### Reseñas
El episodio recibió críticas en gran medida positivas de los críticos. The A.V. Club le dio al episodio una A, y la crítica Emily VanDerWerff señaló que «“Leonard Betts” merece ser recordado [...] Hay muy poco en este episodio que no funciona. “Leonard Betts” no es el mejor episodio de The X-Files, pero significa que nos estamos moviendo hacia uno de los mejores períodos del programa, y lo hace con una confianza y entusiasmo que la serie no siempre mostró». Muchos críticos elogiaron la tenacidad de los escritores por transmitir un episodio con un personaje tan espeluznante después del Super Bowl. Escribiendo para Den of Geek, John Moore incluyó a Betts como uno de sus «10 villanos de X-Files», y escribió que «Fox tenía el Superbowl  [sic], el Superbowl ocurre un domingo, Fox decide ejecutar el programa en el mejor momento después del gran juego... Entonces, ¿hicieron el pedaleo suave para atraer a una audiencia más amplia? Er... no. En su lugar, decidieron presentar un tumor vivo que devora el cáncer que puede hacer crecer sus propias extremidades a voluntad. Por eso amo X-Files».
Paula Vitaris from Cinefantastique le dio al episodio una crítica positiva y le otorgó tres estrellas de cuatro. Vitaris elogió el equilibrio de humor y horror del episodio y señaló que «aunque “Leonard Betts” no es una comedia, los tres escritores disfrutan tanto de la historia que te compras la situación. Hay mucho humor situacional (y aterrador). en el guion». Además, señaló que la revelación final de que Scully tiene cáncer y la siguiente conversación entre Mulder y Scully fue «una de las mejores escenas de la temporada». Robert Shearman y Lars Pearson, en su libro Wanting to Believe: A Critical Guide to The X-Files, Millennium & The Lone Gunmen, calificaron el episodio con cuatro estrellas de cinco. Los dos escribieron positivamente sobre la «calidad amable de la historia que hace que sus momentos finales sean aún más una patada en los dientes». Shearman y Pearson notaron que «Leonard Betts» fue el primer episodio «en aparecer [en la cuarta temporada] que se siente ligero y espumoso, y deliberadamente hace el corte más desagradable de todos».
El propio personaje de Leonard Betts también ha atraído críticas positivas. Connie Ogle de PopMatters clasificó al personaje entre los «mejores» monstruos de la semana, y lo describió como alguien que podía «hacer crecer su propia cabeza después de ser decapitado, una hazaña que resultó en el episodio mejor calificado del programa». VanDerWerff elogió la forma humanista en que se presentó a Betts.